# سالن ۷ تیر قرچک
سالن ۷ تیر قرچک از سالن‌های سرپوشیده ایران که در قرچک واقع شده‌است، این سالن ورزشی با گنجایش ۳۰۰۰ هزار نفری میزبانی باشگاه فوتسال شهید منصوری قرچک در لیگ برتر فوتسال ایران را بر عهده دارد.